# 拉賓斯克
44°38′N 40°44′E / 44.633°N 40.733°E
拉賓斯克（俄语：Ла́бинск）是俄羅斯克拉斯諾達爾邊疆區的一個城市，位於庫班河的支流大拉巴河畔。2002年人口61,446人。
1841年由哥薩克人開埠，1947年前稱為。